# Auguste Migette
Charles Joseph Auguste Migette (Treviri, 18 giugno 1802 – Longeville-lès-Metz, 30 ottobre 1884) è stato un pittore e disegnatore francese, principale esponente del movimento artistico noto come Scuola di Metz.

## Biografia
Figlio di Jean Michel Migette e di Antoinette de Neufforg, Charles Joseph Auguste Migette nacque a Treviri, nel dipartimento della Saar, il 18 giugno 1802. 
A seguito della sconfitta di Napoleone nel 1814, la sua famiglia si trasferì a Metz. Dopo aver inizialmente lavorato come impiegato negli uffici preposti al vettovagliamento militare, nel 1818 Migette si iscrisse alla scuola di disegno di Metz. Qui ebbe come compagni altri futuri artisti come Laurent-Charles Maréchal e Auguste Hussenot, con cui avrà modo di collaborare in seguito. Nel 1825 vinse alcuni importanti premi artistici assegnati dall'accademia, ma non essendo nativo di Metz, non gli poté essere conferita la borsa di studio da 1000 franchi che la città assegnava ai giovani artisti promettenti e che gli avrebbe permesso di proseguire i suoi studi a Parigi.
Ciononostante, Migette si trasferì lo stesso a Parigi, lavorando nel teatro di Eugène Cicéri. In questo modo, poté iscriversi all'Accademia di Belle Arti, dove fu allievo di Louis Hersent.
Tornato a Metz nel 1831, si dedicò con successo alla pittura e fu nominato scenografo del teatro cittadino. Nel 1834, Migette aprì una bottega di pittura con il suo amico e compagno di studi Auguste Hussenot. Nel 1846 divenne inoltre professore di disegno al Liceo di Metz. Infine, nel 1872 Migette fu nominato membro dell'Accademia nazionale di Metz.
Auguste Migette morì il 30 ottobre 1884 a Longeville-lès-Metz.

## Opere
Migette, insieme a Laurent-Charles Maréchal, fu il leader del movimento artistico che Charles Baudelaire chiamò Scuola di Metz nel 1845. Nel corso della sua carriera realizzò più di 100 dipinti. Le sue opere erano perlopiù dedicate alla città di Metz, di cui rappresentavano i paesaggi, i monumenti e quindi la storia. Per sua esplicita volontà, alla sua morte i suoi quadri furono lasciati alla municipalità di Metz, che li integrò all'interno del Museo de la Cour d'Or.